# Oxychilus oglasicola
Oxychilus oglasicola is een slakkensoort uit de familie van de Oxychilidae. De wetenschappelijke naam van de soort is voor het eerst geldig gepubliceerd in 1968 door Giusti.